# Milton Center (Ohio)
Milton Center es una villa ubicada en el condado de Wood en el estado estadounidense de Ohio. En el Censo de 2010 tenía una población de 144 habitantes y una densidad poblacional de 139,7 personas por km².

## Geografía
Milton Center se encuentra ubicada en las coordenadas 41°18′3″N 83°49′47″O / 41.30083, -83.82972. Según la Oficina del Censo de los Estados Unidos, Milton Center tiene una superficie total de 1.03 km², de la cual 1.03 km² corresponden a tierra firme y (0%) 0 km² es agua.

## Demografía
Según el censo de 2010, había 144 personas residiendo en Milton Center. La densidad de población era de 139,7 hab./km². De los 144 habitantes, Milton Center estaba compuesto por el 91.67% blancos, el 0% eran afroamericanos, el 0.69% eran amerindios, el 0% eran asiáticos, el 0% eran isleños del Pacífico, el 5.56% eran de otras razas y el 2.08% pertenecían a dos o más razas. Del total de la población el 22.92% eran hispanos o latinos de cualquier raza.